# 1545
| [ Edytuj tabelę ]              | |
| Król Polski                    | - 1507 Zygmunt I Stary 1548 - 1530 Zygmunt II August 1572 |
| Współksiążęta Andory           | - 1534 Francisco de Urríes 1551 - 1517 Henryk II 1555 |
| Król Anglii                    | - 1509 Henryk VIII 1547 |
| Władca Azteków                 | - 1541 Diego de San Francisco Tehuetzquitizin 1554 |
| Elektor Brandenburgii          | - 1535 Joachim II Hektor 1571 |
| Książę Bawarii                 | - 1508 Wilhelm IV 1550 - 1516 Ludwik X 1545 |
| Sułtan Brunei                  | - 1521 Abdul Kahar 1575 |
| Cesarz Chin                    | - 1521 Jiajing 1566 |
| Król Czech                     | - 1526 Ferdynand I Habsburg 1564 |
| Król Danii                     | - 1534 Chrystian III 1559 |
| Dalajlama                      | - 1543 Sonam Gjaco 1588 |
| Cesarz Etiopii                 | - 1540 Klaudiusz 1559 |
| Król Francji                   | - 1515 Franciszek I 1547 |
| Król Hiszpanii                 | - 1516 Karol I 1556 |
| Hrabia Holandii                | - 1515 Karol I Habsburg 1555 |
| Szach Iranu                    | - 1524 Tahmasp I 1576 |
| Państwo Wielkich Mogołów       | - 1540 Szer Szah Suri 1545 - 1545 Islam Szah Suri 1553 |
| Władca Inków                   | - 1533 Manco Inca 1545 - 1545 Sayri Tupac 1558 |
| Król Irlandii                  | - 1542 Henryk VIII Tudor 1547 |
| Cesarz Japonii                 | - 1526 Go-Nara 1557 |
| Kalif                          | - 1520 Sulejman I 1566 |
| Patriarcha Konstantynopola     | - 1522 Jeremiasz I 1545 |
| Władca Korei                   | - 1544 Injong 1545 - 1545 Myŏngjong 1567 |
| Wielki książę litewski         | - 1506 Zygmunt I Stary 1548 - 1530 Zygmunt August 1569 |
| Sułtan Maroka                  | - 1524 Abu al-Abbas Ahmad 1545 - 1545 Muhammad al-Kasri 1547 |
| Senior Monako                  | - 1532 Honoriusz I 1581 |
| Wielki książę moskiewski       | - 1533 Iwan IV Groźny 1547 |
| Król Nawarry                   | - 1516 Henryk II 1555 |
| Król Norwegii                  | - 1534 Chrystian III 1559 |
| Sułtan Omanu                   | - 1529 Bakarat ibn Muhammad 1560 |
| Elektor Palatynatu             | - 1544 Fryderyk II 1556 |
| Papież                         | - 1534 Paweł III 1549 |
| Książę Parmy                   | - 1545 Piotr Alojzy 1547 |
| Król Portugalii                | - 1521 Jan III 1557 |
| Książę w Prusach               | - 1525 Albrecht 1568 |
| Cesarz Rzymski (niemiecki)     | - 1519 Karol V Habsburg 1558 |
| Kapitanowie Regenci San Marino | - 1544 Giovanni Antonio Belluzzi Vincenzo Gombertini 1545 - 1545 Girolamo di Giuliano Gozi Innocenzo Brancuti 1545 - 1545 Giuliano di Marino Righi Marino Gabrielli 1546 |
| Elektor Saksonii               | - 1532 Jan Fryderyk I 1547 |
| Król Szkocji                   | - 1542 Maria Stuart 1567 |
| Król Szwecji                   | - 1521 Gustaw I Waza 1560 |
| Król Tajlandii                 | - 1534 Chaiya Racha Thirat 1546 |
| Sułtan Turków                  | - 1520 Sulejman Wspaniały 1566 |
| Doża Wenecji                   | - 1538 Pietro Lando 1545 - 1545 Francesco Donato 1553 |
| Król Węgier                    | - 1526 Ferdynand I 1564 - 1540 Jan II Zygmunt Zápolya 1571 |

Rok 1545 / MDXLV
stulecia: XV wiek ~
XVI wiek ~
XVII wiek

lata: 1535 «
1540 «
1541 «
1542 «
1543 «
1544 «
1545
» 1546
» 1547
» 1548
» 1549
» 1550
» 1555

## Wydarzenia na świecie
- styczeń – w Krakowie rozpoczął obrady sejm[1].
- 1 kwietnia – założono miasto Potosí w Boliwii.
- 19 lipca – podczas francuskiej próby inwazji na Anglię doszło do nierozstrzygniętej bitwy morskiej w cieśninie Solent. W czasie tej bitwy zatonął flagowy okręt floty wojennej króla Henryka VIII Mary Rose.
- 13 grudnia – rozpoczął się Sobór trydencki.

## Urodzili się
- 19 czerwca - Anna Maria Wazówna, księżniczka szwedzka, księżna Palatynatu-Valdenz (zm. 1610)
- 8 lipca - Don Carlos, książę Asturii (zm. 1568)
- 19 października – Jan Juwenalis Ancina, włoski filipin, biskup Saluzzo, błogosławiony katolicki (zm. 1604)
- 25 listopada - Ana de Jesus, hiszpańska karmelitanka, Służebnica Boża (zm. 1621)
- 5 grudnia — Janus Dousa, nowołaciński poeta holenderski, tłumacz i historiograf (zm. 1604).
- 7 grudnia – Henryk Stuart, lord Darnley, drugi mąż Marii Stuart (zm. 1567)
- Hanshan Deqing – chiński mistrz chan (zm. 1623)
- Sebastian Fabian Klonowic – polski poeta, kompozytor (zm. 1602)

## Zmarli
- 16 stycznia – Georg Spalatin, niemiecki duchowny, ważna postać okresu reformacji (ur. 1484)
- 15 czerwca – Elżbieta Habsburżanka, królowa Polski, wielka księżna litewska, pierwsza żona Zygmunta Augusta (ur. 1526)
- 27 sierpnia – Piotr Gamrat, prymas Polski (ur. 1487)
- Ludwik Decjusz – polski dyplomata, finansista, i sekretarz króla Zygmunta Starego (ur. ok. 1485)
- Abraham Drohiczański – polski asesor sądowy